# 築地口車站
築地口站（日语：／ Tsukujiguchi eki */?）是位於愛知縣名古屋市港區港樂三丁目，為名古屋市營地下鐵名港線之車站。車站編號為E06。

## 車站結構
本站為2面2線側式月台之地下車站。

### 月台配置
| 月台 | 路線           | 目的地               |
| ---- | -------------- | -------------------- |
| 1    | 名港線         | 名古屋港方向         |
| 2    | 名港線、名城線 | 金山、榮、大曾根方向 |

## 相鄰車站
名古屋市營地下鐵
 名港線
名古屋港（E07）－築地口（E06）－港區役所（E05）

## 外部連結
- 築地口 - 名古屋市交通局